# Turn Up the Night
Turn up the night è un brano del gruppo heavy metal britannico Black Sabbath, pubblicato per la prima volta nel Regno Unito nel 1981 come singolo dell'album Mob Rules, il loro secondo album con il cantante americano Ronnie James Dio.
Il brano, scritto dal cantante Ronnie James Dio, dal chitarrista Tony Iommi e dal bassista Geezer Butler, è uscito come secondo singolo dell'album.

## Tracce del singolo
Il singolo pubblicato per il mercato britannico contiene le seguenti tracce:
- A. "Turn up the night"
- B. "Lonely is the word"

## Formazione
- Ronnie James Dio - voce
- Tony Iommi - chitarra
- Geezer Butler - basso
- Vinnie Appice - batteria
- Geoff Nicholls - Tastiere